# 28050 Asekomeh
28050 Asekomeh este un asteroid din centura principală de asteroizi.

## Descriere
28050 Asekomeh este un asteroid din centura principală de asteroizi. A fost descoperit pe 21 aprilie 1998 la Socorro, New Mexico, în cadrul proiectului LINEAR. Asteroidul prezintă o orbită caracterizată de o semiaxă mare de 2,25 ua, o excentricitate de 0,18 și o înclinație de 4,5° în raport cu ecliptica.